# Dicranota clementi
Dicranota clementi är en tvåvingeart som beskrevs av Alexander 1956. Dicranota clementi ingår i släktet Dicranota och familjen hårögonharkrankar. Inga underarter finns listade i Catalogue of Life.